# Siergiej Sazonow
Siergiej Dmitriewicz Sazonow, ros. Серге́й Дмитриевич Сазонов (ur. 29 lipca?/10 sierpnia 1860 w guberni riazańskiej, zm. 25 grudnia 1927 w Nicei) – minister spraw zagranicznych Imperium Rosyjskiego. W początkowym okresie I wojny światowej zarysował rosyjskie plany pokojowego ładu w Europie (tzw. plan Sazonowa) po klęsce Niemiec i Austro-Węgier. Za cel główny Rosji uważał rozbicie Austro-Węgier i okrojenie Niemiec, w taki sposób, aby uzyskać dla Rosji bezpieczną granicę zachodnią. W sprawie polskiej opowiadał się za stworzeniem autonomicznego państwa polskiego związanego nierozerwalnie z Rosją. Drugim strategicznym celem Rosji w opinii Sazonowa było zdobycie hegemonii na Bałkanach i rozbiór Imperium Osmańskiego, przy czym do Rosji miał być włączony Konstantynopol, wraz z cieśninami Bosfor i Dardanele oraz zachodnia Armenia.
Po przewrocie bolszewickim aktywny działacz antybolszewicki. W roku 1918 członek Komitetu Politycznego przy Głównodowodzącym Sił Zbrojnych Południa Rosji – gen. Antonie Denikinie. W roku 1919 minister spraw zagranicznych w rządzie Aleksandra Kołczaka, w tym charakterze uczestniczył nieformalnie w paryskiej konferencji pokojowej, a następnie reprezentował ugrupowania białogwardyjskie (Denikin, Piotr Wrangel) wobec Ententy w Paryżu. Po zakończeniu wojny domowej w Rosji pozostał na emigracji.
Zmarł w Nicei i tam też jest pochowany.